# Kostel Nanebevzetí Panny Marie (Osek, okres Rokycany)
Původně gotický kostel Nanebevzetí Panny Marie se nalézá v obci Osek v okrese Rokycany v Plzeňském kraji. Leží asi čtyři kilometry severně od Rokycan.

## Dějiny
Kostel s dochovaným gotickým presbytářem a barokní lodí, postavenou dle návrhu předního plzeňského architekta 1. pol. 18. stol. (Jakuba Augustona mladšího). Areál kostela tvoří spolu s farou významný soubor kulturních památek.